# Giacinto Battaglia
Giacinto Battaglia (Milano, 10 settembre 1803 – Milano, 15 novembre 1861) è stato un drammaturgo italiano.

## Biografia
Nel 1846 fondò La Lombardia, compagnia teatrale che diresse fino al 1854. Nel 1827 fondò la rivista La vespa, poi l'Indicatore Lombardo, infine la Rivista Europea.
Inoltre fondò e diresse un giornale di teatro, musica e varietà chiamato il Barbiere di Siviglia (1833) e poi Il Figaro (1834).
Curò anche la Gazzetta Musicale di Ricordi.
Tra le sue commedie si ricordano: Mario o La vendetta di una donna (1836), Vittorina o La conseguenza di una scommessa (1837), Giovanna I, regina di Napoli (1838), Artista e trafficante (1839), Amalia Devancini (1839), Filippo Maria Visconti (1839), Luisa Strozzi (1839), La famiglia Foscari (1844), Un nobile lombardo (1859).